# Golfstroom

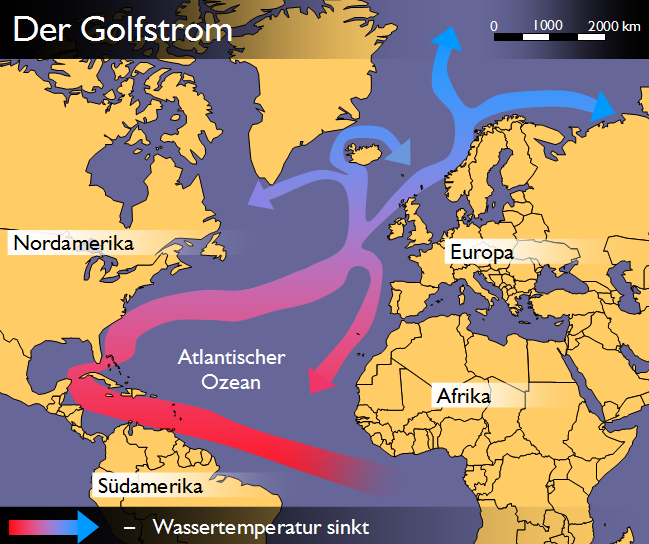
De Golfstroom. De watertemperatuur daalt van rood naar blauw.

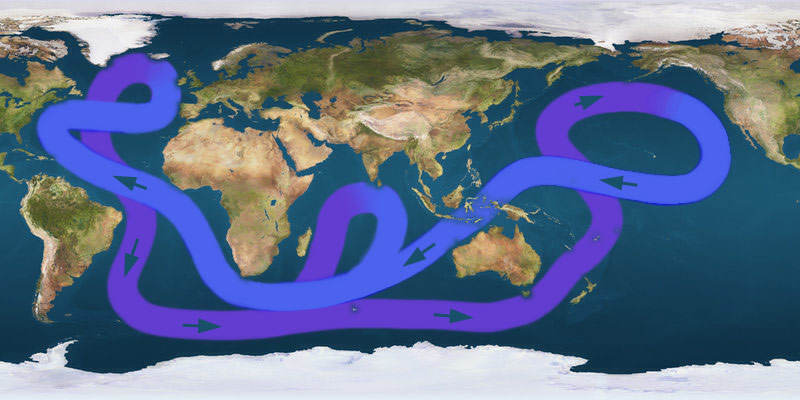
De Golfstroom maakt deel uit van de thermohaliene circulatie.

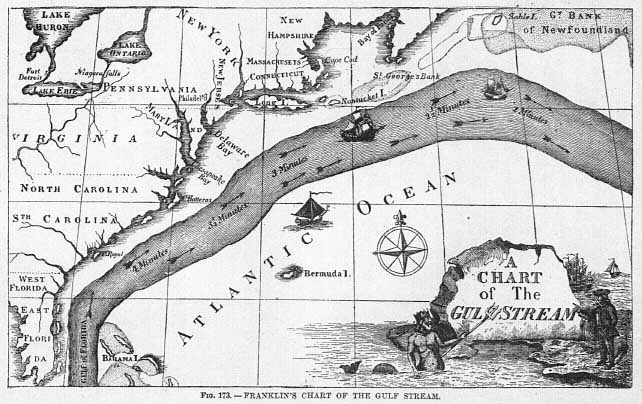
Benjamin Franklins kaart van de Golfstroom met hemzelf rechtsonderin in gesprek met Neptunus

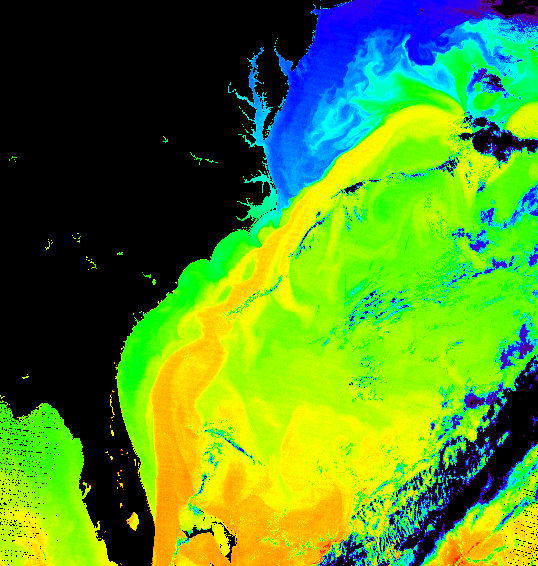
Deze Terra Modis-afbeelding toont de Golfstroom vanaf het oosten van de Verenigde Staten. De Golfstroom is oranje en geel in deze weergave van watertemperaturen in de Atlantische Oceaan. De temperatuurweergave wordt in afnemende temperatuur door volgende kleuren weergegeven: rood, oranje, geel, groen, turkoois, blauw en purper. Zwart geeft het ontbreken van data aan en is meestal land. Bron: NASA

De Golfstroom of Noord-Atlantische Drift - het noordelijk deel van wat in het Engels ook wel de Atlantic meridional overturning circulation (AMOC) wordt genoemd - is een snelle, krachtige warme stroming in de oceaan. De Golfstroom stroomt vanaf de Golf van Mexico, waarvan de naam van de stroom afgeleid is. Hier wordt hij onder andere gevoed door de Antillenstroom.
De Golfstroom volgt de oostelijke kusten van de Verenigde Staten en Newfoundland. Vervolgens steekt hij als Noord-Atlantische stroom bij Kaap Hatteras de noordelijke Atlantische Oceaan over en bereikt Europa bij de Golf van Biskaje. Daarna stroomt hij verder naar het noorden via onder meer de Noordzee tot aan de Noordelijke IJszee. Een deel gaat zuidwaarts via de Canarische stroom. De Golfstroom maakt deel uit van de thermohaliene circulatie. Ten zuidoosten van de Golfstroom ligt de Noord-Atlantische gyre.
In de Golfstroom kunnen stroomsnelheden van 3 meter per seconde voorkomen, waardoor de scheepvaart en dan vooral de zeilvaart er enige hinder van kan ondervinden.
De Golfstroom vervoert per seconde tot 1,5×108 kubieke meter water, dat is meer dan 100 keer zo veel als alle rivieren in de wereld. De stroom vertegenwoordigt 5 petawatt (5×1015 W) vermogen, wat overeenkomt met ongeveer drie miljoen moderne grote kerncentrales.
Door de Golfstroom is het klimaat op 50 graden noorderbreedte in Europa (de regio van België en Nederland) veel warmer dan op vergelijkbare andere plaatsen op aarde: het steeds nieuw aangevoerde warme zeewater functioneert als buffer. Vooral aan de Atlantische kust van Scandinavië is de invloed ervan van groot belang. De havens van Noorwegen tot en met Moermansk zijn 's winters ijsvrij. Grote delen van Europa zijn hierdoor dan ook een stuk warmer dan andere gebieden op vergelijkbare breedtegraad. New York ligt bijvoorbeeld op een lagere geografische breedte dan Rome maar is in de winter duidelijk kouder dan Amsterdam.

## Ontdekking
De Golfstroom werd ontdekt in 1513 tijdens de expeditie van Juan Ponce de León. Daarna werd hij veel gebruikt door Spaanse zeilschepen die van de Caraïben naar Spanje terugkeerden. In 1786 bestudeerde Benjamin Franklin de stroming en bracht deze in kaart.

## Naamgeving
De naam Gulf Stream werd door Benjamin Franklin bedacht. De Nederlandse naam is daarvan de vertaling. Vroeger werd hij ook Floridastroom genoemd en op kaarten van 1600 en 1700 heet hij het Kanaal van Bahama.

## Ontstaan en historisch gedrag
De stroming gedraagt zich als een slingerende rivier met draaikolken en opwellende en zinkende bellen van koud en warm water. De Golfstroom begint in de Golf van Mexico (vandaar de naam Golfstroom) en brengt relatief warm water naar het noordelijk deel van de Atlantische Oceaan waar het water noordelijk, zo in de richting van de noordpool, afkoelt. Hierdoor bevat het resterende water meer zout waardoor het zwaarder is en naar beneden zakt, waarna het in zuidelijke richting terugstroomt. De Golfstroom wordt waarschijnlijk aangestuurd door enorme wervels in de wateren rond Zuid-Afrika. Daardoor lekt warm water uit de Indische Oceaan naar de Zuidelijke Atlantische Oceaan. Dankzij onderzoek vanaf het Nederlandse onderzoeksschip Pelagia zijn de wervels en zeestromingen rond Afrika in kaart gebracht.
Uit onderzoek van boorkernen uit de ijskap van Groenland is gebleken dat de zeewatertemperatuur in het verre verleden (tienduizenden tot honderdduizenden jaren geleden) soms snel wisselde. Mogelijk houdt dit verband met de veranderlijke sterkte van de Golfstroom.
Pas in de twintigste eeuw, en met name door de inzet van satellieten, is er beschikking over meetgegevens van oceanen. De periode met een verbeterde meetreeks is nog te kort om conclusies te trekken; mogelijk zijn de natuurlijke variaties van de Golfstroom groter dan algemeen wordt aangenomen. De Golfstroom is een onzekere factor in de opwarming waarmee de aarde te maken heeft.

## Toekomst
Sommige klimaatonderzoekers voorspellen op grond van berekeningen dat de Golfstroom in een warmere wereld mogelijk kan/zou afnemen. Het smelten van ijskappen op Groenland en de grotere hoeveelheden neerslag leveren dan zoveel zoet water op dat het na afkoeling minder naar beneden zinkt, waardoor de Golfstroom in het noordelijk deel van de Atlantische Oceaan minder ver doordringt.
Voor West-Europa zou dat grote gevolgen kunnen hebben. Vanaf rond 2005 wordt onderzoek gedaan naar de snelheid in de Golfstroom; deze blijkt af te nemen. De circulatiekracht van de Golfstroom, die warmte aanvoert naar West-Europa via de Atlantische Oceaan, is de afgelopen dertien jaar met 30 procent afgenomen, zo meldden Britse wetenschappers in Nature op 1 december 2005. Een lange-termijnonderzoek tot 2021 via proxy’s dat teruggaat tot het jaar 400 n.C., bevestigt de daling sedert midden 19e eeuw, versneld sedert midden 20e eeuw.